# 埃尔瓦 (爱沙尼亚市镇)
埃尔瓦是爱沙尼亚塔尔图县的一个乡村型市镇。行政中心为埃尔瓦。市镇面积为732平方公里，2021年时人口数量为14,628人。

## 行政管理
2017年爱沙尼亚行政改革后，原埃尔瓦市、孔古塔市镇、普希亞市镇、蘭努市镇、倫古市镇以及原属瓦爾加縣的帕盧佩拉市镇和普卡市镇的部分村庄合并成新的埃尔瓦市镇。
新的埃尔瓦市镇包括非独立市埃尔瓦、6个小镇和78个村庄。